# Serie crime
Serie crime è un singolo del cantautore italiano Mameli, pubblicato il 27 giugno 2025 come primo estratto dal terzo EP Estate blu.

## Descrizione
Il brano è scritto, composto e prodotto dallo stesso cantautore.

## Video musicale
Il video musicale, diretto da Tony Magia, è stato in concomitanza all'uscita del brano attraverso il canale YouTube del cantautore.

## Tracce
Testi e musiche di Mario Castiglione.
1. Serie crime – 3:00